# キャメロット (競走馬)
キャメロット（Camelot）はイギリスで生産され、アイルランドで調教された競走馬・種牡馬である。主な勝ち鞍は、2011年レーシングポストトロフィー、2012年2000ギニー、2012年ダービーステークス、2012年アイリッシュダービー。
なお、「キャメロット」という馬名は非常にありふれた馬名であり、サラブレッドだけでも本馬以前に20頭以上存在している。日本でも1974年の京成杯で3着となったキャメロット（父：パーソロン）がいる。

## 経歴

### デビュー前
バーレーン国王の子息であるシェイク・アブドゥッラー・ビン・ハマド・ビン・イーサ・アール・ハリーファのイギリスでの生産馬で、母Tarfahはダリアステークス（イギリスG3）の勝馬。2010年のタタソールズ・オクトーバー・イヤリングセールで、現馬主（デリック・スミス、ジョン・マグナー夫人、マイケル・テイバー）の代理人であるデミ・オブライエンが販売申込者のハイクレア・スタッドから525,000ギニーで購入し、アイルランドのバリードイル調教場のエイダン・オブライエン調教師の管理下に入った。

### 2歳 - 3歳
アイルランドの未勝利戦を勝利するとそのままレーシングポストトロフィーに直行。5頭立てとなったレースで圧倒的な1番人気に支持されると、最後方から4頭をまとめて交わして勝利し、翌年のクラシック戦線の有力候補と目され2012年の2000ギニーとダービーのウインターフェヴァリット（冬季前売り1番人気）となる。
翌年2000ギニーに直行。ここでも1番人気に支持されると、前年のクリテリウムインターナショナルの覇者フレンチフィフティーンとの叩き合いをクビ差制して勝利。
続いて距離が伸びるダービーへ。ここは1907年以来105年ぶりの9頭立てという少頭数となり、圧倒的な1番人気に支持された。続く2番人気はダンテステークスの覇者ボンファイア。ほかにもダービートライアルの覇者メインシーケンスやディーステークスを11馬身差で勝った同厩舎のアストロロジーが名を連ねていた。レースでは後方2番手に控えると、最後の直線で逃げるアストロロジーを交わすとそのまま後続に5馬身差をつけて勝利し、2009年のシーザスターズ以来の二冠を達成した。キャメロットの賭け率8対13（約1.62倍）は過去60年で最も低い配当となり、デビュー以来全レースで騎手を務めている（エイダン・オブライエン調教師の子息である）ジョセフ・オブライエンは19歳でダービージョッキーとなった。
アイリッシュダービーでは馬場不良を理由に直前に2頭が出走回避し、これまた5頭立ての少頭数戦になったが、スタート直後から後方2番手に控え、最後の直線手前で進出を開始。残り2ハロンあたりで外にふくれながら先頭に立ち、大外から上がってきたシーザスターズの弟ボーントゥシーがやや不利を受けた形になったが、なおも食い下がるボーントゥシーを押さえて勝利。ヨーロッパクラシック3勝目を挙げた。
アイリッシュダービーから直行したセントレジャーステークスは、イギリスクラシック三冠をかけての出走となった。レースは9頭立てで行われ圧倒的な支持を受けたがエンケの2着に敗れた。
その後凱旋門賞の回避が噂されたが陣営は参戦を決定。斤量の関係もあり、ランフランコ・デットーリに乗り替わった。しかし、結果は不良馬場が祟って、キャメロットは7着に終わった。レース後、疝痛を発症したため、手術を受けた。

### 4歳
2013年はムーアズブリッジステークス（G3）から始動しここは快勝するものの、次走タタソールズゴールドカップ（G1）は1番人気に推されながらアルカジームの2着に敗れた。さらにプリンスオブウェールズステークスにおいてもアルカジームの4着となり、引退か現役続行かその去就が注目されたが、引退はせず一旦休養に入った。
秋は凱旋門賞の前哨戦であるフォワ賞から復帰する予定だったが、レース当日が不良馬場になったため、出走を取り消した。その後、凱旋門賞を回避して、ブリーダーズCターフに出走する予定だったが、調教中に故障したため、引退することになった。引退後はクールモアスタッドにて種牡馬になる。

## 種牡馬として
2017年に初年度産駒がデビューし、その中の1頭でかつての主戦騎手ジョセフ・オブライエン調教師が管理するラトローブ（Latrobe）が2018年のアイリッシュダービーを優勝。自身との父子制覇を成し遂げるとともに、産駒初のクラシック競走制覇を果たした。また同年アメリカのベルモントオークスでも産駒のアテナが制し、異国でのG1制覇も成し遂げた。

### 主な産駒
- Latrobe / ラトローブ - 2018年アイリッシュダービー
- Athena / アテナ - 2018年ベルモントオークスインビテーショナルステークス
- Wonderment / ワンダーメント - 2018年クリテリウムドサンクルー
- Even So / イーブンソー - 2020年アイリッシュオークス
- Sunny Queen / サニークイーン - 2020年バイエルン大賞
- Sir Dragonet / サードラゴネット - 2020年コックスプレート、2021年ザBMW
- Santa Barbara / サンタバーバラ - 2021年ベルモントオークスインビテーショナルステークス、ビヴァリーD・ステークス
- Luxembourg / ルクセンブルグ - 2021年フューチュリティトロフィー、2022年アイリッシュチャンピオンステークス、2023年タタソールズゴールドカップ、2024年コロネーションカップ
- Sammarco / サンマルコ - 2022年ドイチェスダービー、ダルマイヤー大賞
- Los Angeles / ロスアンゼルス - 2023年クリテリウムドサンクルー、2024年アイリッシュダービー、2025年タタソールズゴールドカップ
- Bluestocking / ブルーストッキング - 2024年プリティーポリーステークス、ヴェルメイユ賞、凱旋門賞

## 競走成績
| 出走日     | 競馬場           | 競走名                     | 格 | 頭数 | 人気 | 着順 | 騎手        | 斤量  | 距離（馬場）    | タイム  | 着差       | 1着（2着）馬       |
| ---------- | ---------------- | -------------------------- | -- | ---- | ---- | ---- | ----------- | ----- | --------------- | ------- | ---------- | ------------------ |
| 2011.7.14  | レパーズタウン   | 2歳未勝利                  |    | 5    | 1人  | 1着  | J.P.O'Brien | 127lb | 芝8f（Gd）      | 1:42.31 | 2身        | （All Approved）   |
| 2011.10.22 | ドンカスター     | レーシングポストT          | G1 | 5    | 1人  | 1着  | J.P.O'Brien | 126lb | 芝8f（Gd）      | 1:38.58 | 2 1/4馬身  | （Zip Top）        |
| 2012.5.5   | ニューマーケット | 2000ギニー                 | G1 | 18   | 1人  | 1着  | J.P.O'Brien | 126lb | 芝8f（GS）      | 1:42.46 | 首         | （French Fifteen） |
| 2012.6.2   | エプソム         | ダービー                   | G1 | 9    | 1人  | 1着  | J.P.O'Brien | 126lb | 芝12f10y（GF）  | 2.33.90 | 5馬身      | （Main Sequence）  |
| 2012.6.30  | カラ             | 愛ダービー                 | G1 | 5    | 1人  | 1着  | J.P.O'Brien | 126lb | 芝12f（Sft）    | 2:43.96 | 2馬身      | （Born To Sea）    |
| 2012.9.15  | ドンカスター     | セントレジャー             | G1 | 9    | 1人  | 2着  | J.P.O'Brien | 126lb | 芝14f132y（Gd） |         | 3/4馬身    | Encke              |
| 2012.10.7  | ロンシャン       | 凱旋門賞                   | G1 | 18   | 2人  | 7着  | L.Dettori   | 123lb | 芝2400m（Hy）   |         | 12 1/2馬身 | Solemia            |
| 2013.5.6   | カラ             | ムーアズブリッジS          | G3 | 5    | 1人  | 1着  | J.P.O'Brien | 134lb | 芝10f（GY）     | 2.16.27 | 1 3/4馬身  | （Triumphant）     |
| 2013.5.26  | カラ             | タタソールズゴールドカップ | G1 | 4    | 1人  | 2着  | J.P.O'Brien | 129lb | 芝10f110y（GF） |         | 1 1/2馬身  | Al Kazeem          |
| 2013.6.19  | アスコット       | プリンスオブウェールズS    | G1 | 11   | 1人  | 4着  | J.P.O'Brien | 126lb | 芝10f（GS）     |         | 3 3/4馬身  | Al Kazeem          |

## 血統表
| キャメロット（Camelot）の血統（サドラーズウェルズ系 / Northern Dancer 3×5×5=18.75%、Natalma 4×6・6・6=10.94%、Special 4×5=9.38%、Native Dancer 5×5=6.25%） | キャメロット（Camelot）の血統（サドラーズウェルズ系 / Northern Dancer 3×5×5=18.75%、Natalma 4×6・6・6=10.94%、Special 4×5=9.38%、Native Dancer 5×5=6.25%） | キャメロット（Camelot）の血統（サドラーズウェルズ系 / Northern Dancer 3×5×5=18.75%、Natalma 4×6・6・6=10.94%、Special 4×5=9.38%、Native Dancer 5×5=6.25%） | （血統表の出典）       | （血統表の出典） |
| 父 Montjeu 1996 鹿毛 アイルランド | 父の父Sadler's Wells 1981 鹿毛 | Northern Dancer | Nearctic               | Nearctic         |
| 父 Montjeu 1996 鹿毛 アイルランド | 父の父Sadler's Wells 1981 鹿毛 | Northern Dancer | Natalma                |                  |
| 父 Montjeu 1996 鹿毛 アイルランド | 父の父Sadler's Wells 1981 鹿毛 | Fairy Bridge | Bold Reason            | Bold Reason      |
| 父 Montjeu 1996 鹿毛 アイルランド | 父の父Sadler's Wells 1981 鹿毛 | Fairy Bridge | Special                |                  |
| 父 Montjeu 1996 鹿毛 アイルランド | 父の母Floripedes 1985 鹿毛 | Top Ville | High Top               | High Top         |
| 父 Montjeu 1996 鹿毛 アイルランド | 父の母Floripedes 1985 鹿毛 | Top Ville | Sega Ville             |                  |
| 父 Montjeu 1996 鹿毛 アイルランド | 父の母Floripedes 1985 鹿毛 | Toute Cy | Tennyson               | Tennyson         |
| 父 Montjeu 1996 鹿毛 アイルランド | 父の母Floripedes 1985 鹿毛 | Toute Cy | Adele Toumignon        |                  |
| 母 Tarfah 2001 鹿毛 アメリカ | 母の父Kingmambo 1990 鹿毛 | Mr. Prospector | Raise a Native         | Raise a Native   |
| 母 Tarfah 2001 鹿毛 アメリカ | 母の父Kingmambo 1990 鹿毛 | Mr. Prospector | Gold Digger            |                  |
| 母 Tarfah 2001 鹿毛 アメリカ | 母の父Kingmambo 1990 鹿毛 | Miesque | Nureyev                | Nureyev          |
| 母 Tarfah 2001 鹿毛 アメリカ | 母の父Kingmambo 1990 鹿毛 | Miesque | Pasadoble              |                  |
| 母 Tarfah 2001 鹿毛 アメリカ | 母の母Fickle 1996 鹿毛 | *デインヒル Danehill | Danzig                 | Danzig           |
| 母 Tarfah 2001 鹿毛 アメリカ | 母の母Fickle 1996 鹿毛 | *デインヒル Danehill | Razyana                |                  |
| 母 Tarfah 2001 鹿毛 アメリカ | 母の母Fickle 1996 鹿毛 | Fade | *ペルセポリスII        | *ペルセポリスII  |
| 母 Tarfah 2001 鹿毛 アメリカ | 母の母Fickle 1996 鹿毛 | Fade | One Over Parr F-No.4-o |                  |

- 父モンジューについては同馬の項を参照。本馬はモンジューの8世代目の産駒で、父が出した4頭目のイギリスダービー馬となった。
- 母ターファーはダリアステークス（イギリスG3）の勝ち馬。4代母ワンオーバーパーの全姉にイギリスオークス優勝馬ポリガミー。16代母に生涯54戦54勝、ハンガリーの歴史的名牝キンチェム。
- サドラーズウェルズ、ヌレイエフ、ダンジグとノーザンダンサー系の名種牡馬3頭の血を受け継いでおり、ノーザンダンサーの母ナタルマはデインヒルの牝系をも通して計4回のクロス、その父ネイティヴダンサーは、ほかにミスタープロスペクターを通して計5回のクロスとなっている。